# Lóngara (El Franco)
Lóngara (oficialmente y en asturiano: Llóngara) es un lugar perteneciente a la parroquia de La Caridad, en el concejo de El Franco, comarca de Eo-Navia, Principado de Asturias, España.